# Notiocharis filipinae
Notiocharis filipinae és una espècie d'insecte dípter pertanyent a la família dels psicòdids.

## Descripció
- Mascle: integument corporal de color marró; antenes de 0,94 mm de llargària i 12 artells (el núm. 3 més curt que l'escap); tòrax sense patagi; ales esveltes i d'1,92-2,17 mm de longitud i 0,67-0,72 d'amplada.
- Femella: similar al mascle amb els lòbuls apicals de la placa subgenital separats per una osca en forma de "V" i ales d'1,92-1,95 mm de llargada i 0,67-0,70 d'amplada.[3]

## Distribució geogràfica
Es troba a les illes Filipines: Luzon.